# Alys Robi (mini-série)
Pour les articles homonymes, voir Alys Robi (homonymie).
Alys Robi est une mini-série biographique québécoise en quatre épisodes de 45 minutes scénarisée par Denise Filiatrault et diffusée du 7 au 28 novembre 1995 sur le réseau TVA.

## Synopsis
Récit de la vie de la chanteuse québécoise Alys Robi.

## Fiche technique
- Scénarisation : Denise Filiatrault
- Réalisation : François Labonté
- Production : Claude Veillet et Jacques Bonin
- Société de production : Téléfiction

## Distribution
- Joëlle Morin : Alys Robi
- Audrey Laurin : Alys Robi (adolescente)
- Marie-Pier Morand : Alys Robi (enfant)
- Isabelle Boulay : Alys Robi (voix d'Alys en chansons)
- Roger Léger : Paulo Robitaille, père d'Alice
- Élise Guilbault : Albertine Robitaille, mère d'Alice
- François L’Écuyer : Olivier Guimond
- Jean-François Pichette : Lucio Agostini
- Dominique Lamy : Rose Ouellette «La Poune»
- Suzanne Champagne : Juliette Petrie
- Bernard Meney : Jean Grimaldi
- Fanny Mallette : Marguerite Robitaille
- Maxime Desbiens-Tremblay : Gérard Robitaille (5 ans)
- Mélina Camiré : Gérard Robitaille (bébé)
- Rémi Laurin-Ouellette : Gérard Robitaille (enfant)
- Alexandre Mérineau : Gérard Robitaille (adolescent)
- Raymond Cloutier : Directeur de St-Michel-Archange
- Han Masson : Tante Rosanna
- Allen Altman : Guillermo Sanchez
- Christian Laurin : Le docteur à Albert Prévost
- Alan Fawcett : Ralph Peers
- Julie McClemens : Chanteuse
- Pierre Benoit : Roger, le pianiste
- Onil Melançon : Machiniste
- Denis Trudel : Serveur
- Jean-Pierre Gonthier : Reynaldo
- Lynda Johnson : Aline Duval
- Thomas Graton : Baloune
- Louise Proulx : Manda Parent
- Louis Champagne : Paul Desmarteaux
- Claire Jacques : Jeannine
- Richard Charland : Lutteur
- Alpha Boucher : Arbitre
- Cary Lawrence : Evelyn Guimond
- Jean-Raymond Châles : Le curé du village
- Luc Roy : L’employé du téléphone
- France Labonté : L’aubergiste
- Ramon Zamorano : Henry Matthews
- Nélson Rodríguez : Le directeur de RCA
- Luis Enrique Pacheco : Bus Boy
- Claudia Ferri : Madame Agostini
- Rafael Diaz Catillo : Enrique le violoniste
- Jean-Marie Moncelet : Le gérant du Capitole
- Jorge Serrano : Gabriel Ruiz
- Hilda Perez : Conchita
- Nevalis : Le magicien
- Zulema Requeiferes Silva : Chanteuse
- José Ramon Abascal Martinez : Guitariste
- Marie-Claude Brault : Journaliste
- Jean-Jacques Blanchet : Journaliste
- Roberto Bertrand : Producteur MGM
- Yamel Oms Rodriguez : Assistante du producteur
- Ginette Boivin : L’infirmière
- Danièle Lorain : Sœur Ste-Rose
- Julienne Boily : patiente
- Dominique Quesnel : patiente
- Ghyslaine Dupont-Hébert : patiente
- Nadia Paradis : L’orpheline
- Pierre Dallaire : dément
- Pierre Hébert : dément
- Gaétan Hart : dément
- Frédéric Desager : dément